# Вулиця Якуба Коласа (Мінськ)
Вулиця Якуба Коласа — вулиця в Мінську, названа на честь білоруського радянського письменника і поета Якуба Коласа.

## Розташування
Починається від площі Якуба Коласа (після вул. Червона) і закінчується перетином вул. Волгоградська (продовжуючись Логойським трактом). До перетину з вулицею Сурганова належить до Совєтського району, а далі по всій довжині вулиці проходить межа між Радянським (по лівий бік) та Первомайським (по правий бік) районами.
Ширина вулиці — 30 м.

## Історія
Раніше вулиця була частиною Логойського тракту. У 1956 році частину Логойського тракту, від площі Якуба Коласа і до вул. Волгоградської (на місці якої тоді було кукурудзяне поле), перейменовано на честь білоруського поета Якуба Коласа.
У 2007 р. після реконструкції та благоустрою відкрито сквер (починається від провулка Я. Коласа і закінчується біля вул. Сурганова) побудований молодіжно-розважальний центр «Айсберг».
2008 року від перехрестя з вул. Дорошевича до перехрестя з вулицею Бєлінського КУП «Мінськтранс» зробило ремонт трамвайного полотна на ділянці завдовжки 1,2 км за новою технологією. Прибрано старе трамвайне полотно, вирито котлован для нового, в якому влаштовано «подушку» зі щебеню і цементного розчину, на яку укладається спеціальна арматура. Після установки опалубка залита плита з високомарочного бетону. За цією технологією дерев'яні шпали не використовуються. У бетоні виконані поглиблення для укладання рейок, які закріплюють спеціальним складом. Головна особливість цього способу полягає в здатності поглинати шум і вібрацію. 

### Найстаріша будівля
Найстаріша збережена будівля — будинок № 10, побудований в 1938—1939 рр. Цей будинок — одна з небагатьох уцілілих цегляних будівель Мінська, зведених до німецько-радянської війни. Після війни будинок зберігся з невеликими ушкодженнями: у дах потрапив снаряд. У 1946 р. будинок відновлено, відремонтували покрівлю німецькі військовополонені. Під час проведення земляних робіт біля будинку оголився фундамент, і на одній цеглині можна було прочитати слово «Менськ».
Будинок стоїть на перетині вулиць Я. Коласа і Дорошевича. Раніше тут Логойський тракт з'єднувався з вулицею 6-та лінія. У будинку раніше були кахельні печі, яких після війни не робили. Будинок двоповерховий, з високими стелями, великими вікнами, дерев'яною підлогою.

### Що розташовувалося раніше
Раніше вулиця (ще коли була Логойським трактом) починалася від великого болота  «Комаровське болото», на місці якого пізніше з'явилася площа Якуба Коласа, а в кінці вулиці були великі кукурудзяні поля, засіяні при Хрущові. У 1930-х рр. почалося формування Комаровської площі (нині площа Якуба Коласа). Була проведена реконструкція так званого місця «Комаровські вила» (злиття колишніх Логойського і Борисівського трактів) і розпочато зведення Інституту фізкультури, відкритого в 1939 році.
Під час німецько-радянської війни в районі комплексу будівель військових частин 03940, 07147 і 45017, що розташований вздовж вулиці Якуба Коласа між вулицями Калініна і Бєлінського (вул. Бєлінського, б. 11), розміщувався один з фашистських концентраційних таборів на території Мінська під назвою «Червоні казарми». Це другий побудований в Мінську концтабір (перший розташовувався біля села Дрозди, нині територія птахофабрики). Захоронення знищених там людей відбувалися як в самому концтаборі, так і на прилеглих до нього територіях.
На місці сьогоднішньої гімназії № 8, під час війни у підвалі був військовий госпіталь.
У будівлі по вул. Я. Коласа, 2 (будівля 1939 р., вона ж проспект Незалежності, 49) розташовувався Інститут фізкультури.
Ще в 1950-х на вулиці було досить багато дерев'яних будинків. Останній дерев'яний будинок було знесено в середині 1980-х років. Це був двоповерховий квартирний будинок у дворі будинку № 30. При будівництві дитячого майданчика у дворі цього будинку можна було побачити ще залишки фундаменту знесеного будинку.
На місці молодіжно-розважального центру «Айсберг» (б. 37), раніше було кафе і вуличний пивбар «Криниця».
У будинку № 45 корп.1 раніше розміщувалися каси Аерофлоту.

## Транспорт
По всій вулиці проходять мінські трамвайні маршрути № 1, 5, 6, 11.

## Будівлі
Основна забудова — сталінки і хрущовки.

## Фотографії

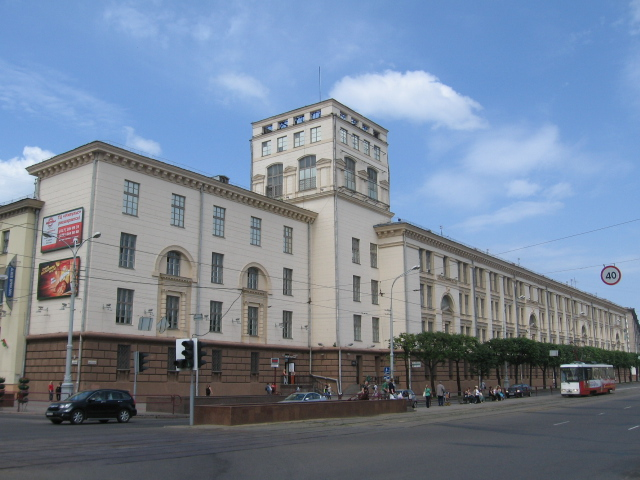
Будинок №1 (1959)
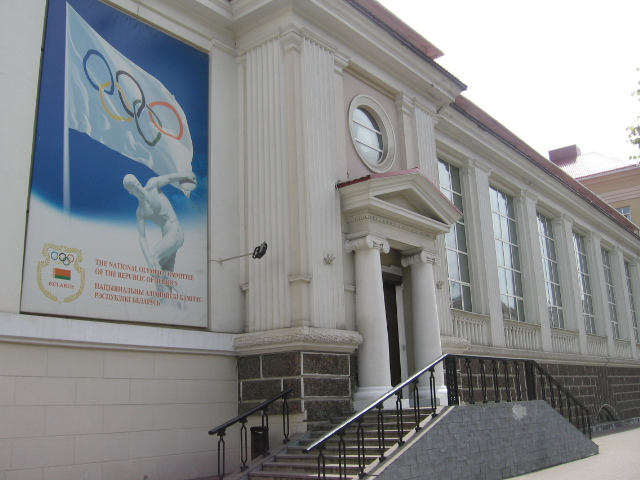
№7, корп. 2. Кафе «День&ночь»
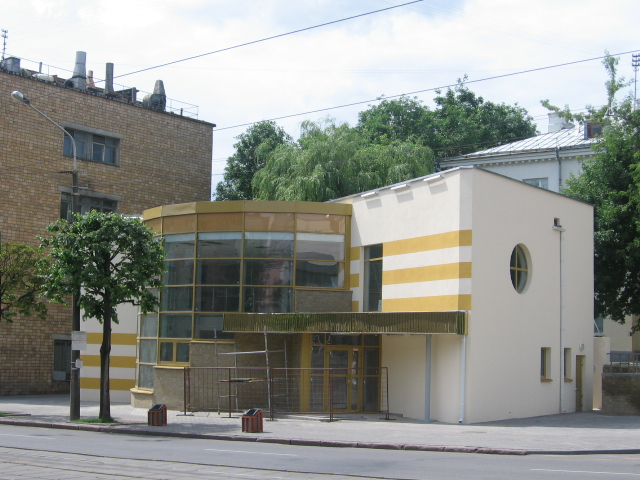
№10. Найстаріша будівля вулиці (1938-1939 рр.).
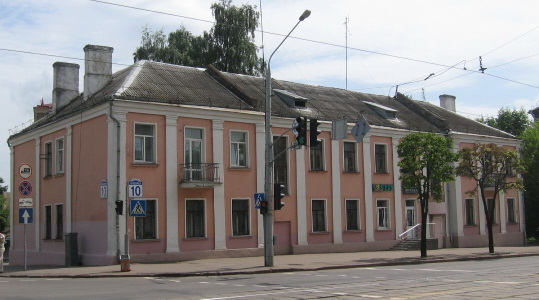
№12. Автотракторний факультет БНТУ
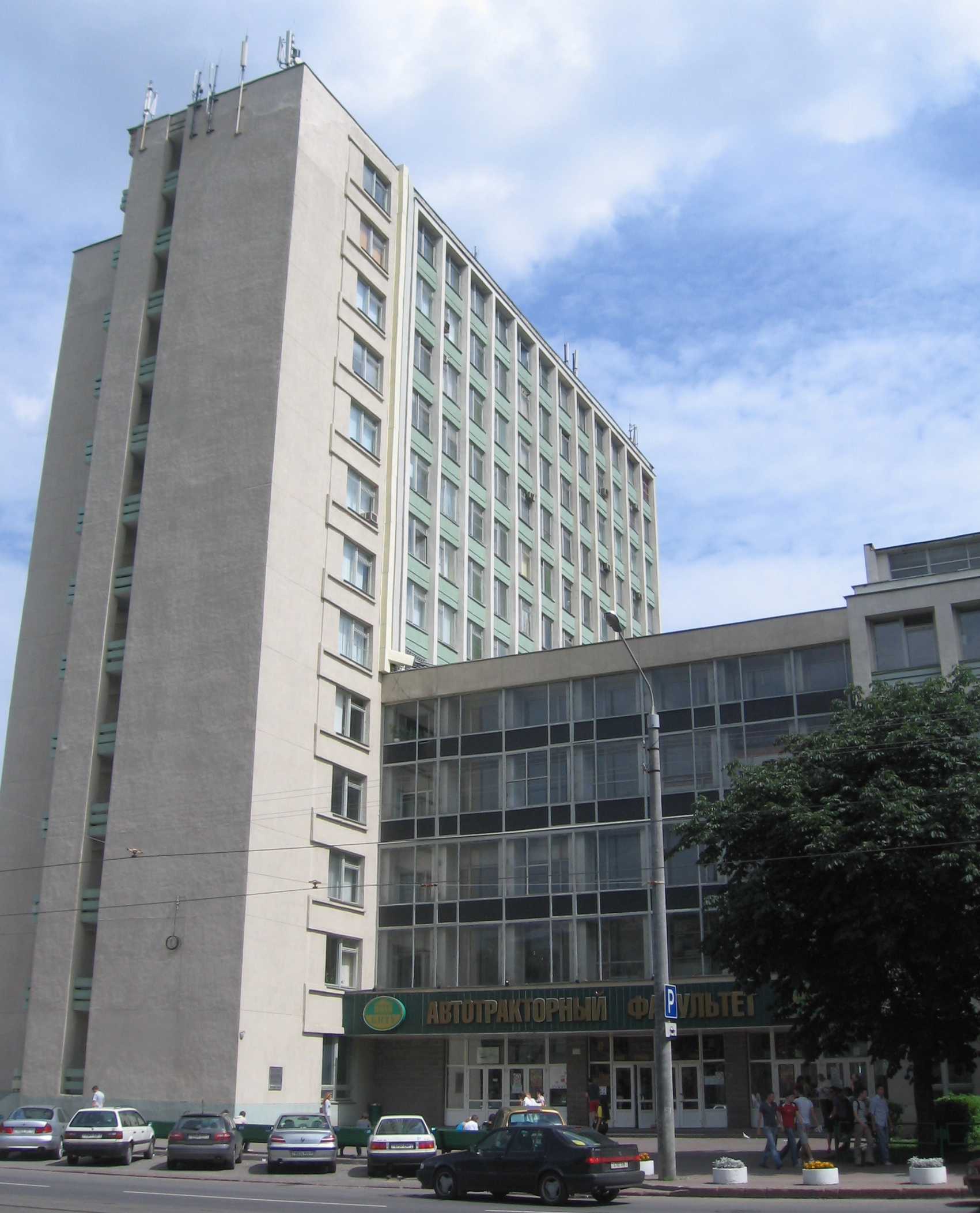
№15
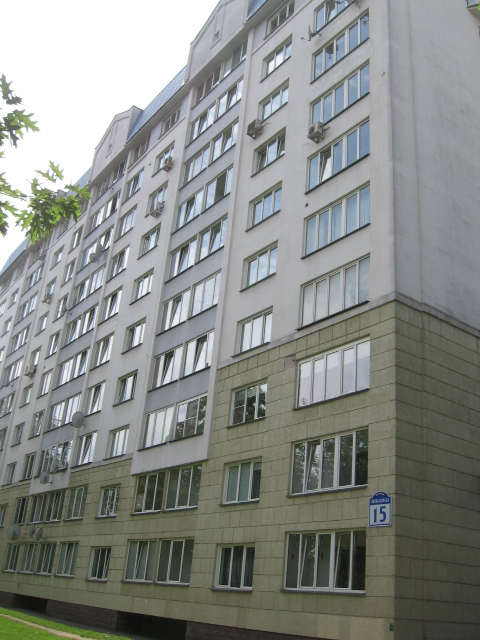
№15 А. Військовий комісаріат Совєтського району  Мінська
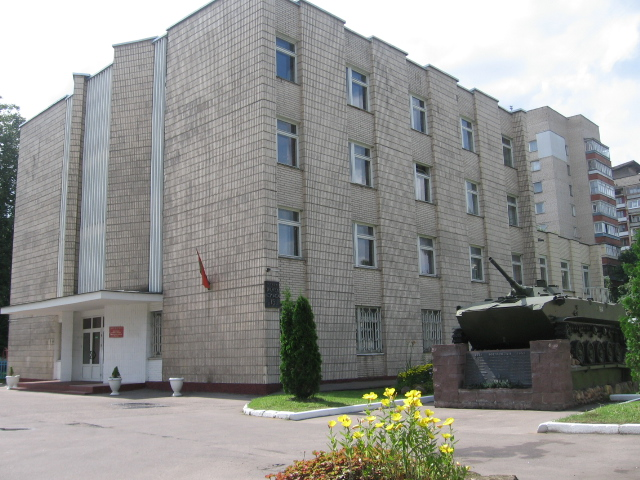
№16. Наукова бібліотека БНТУ
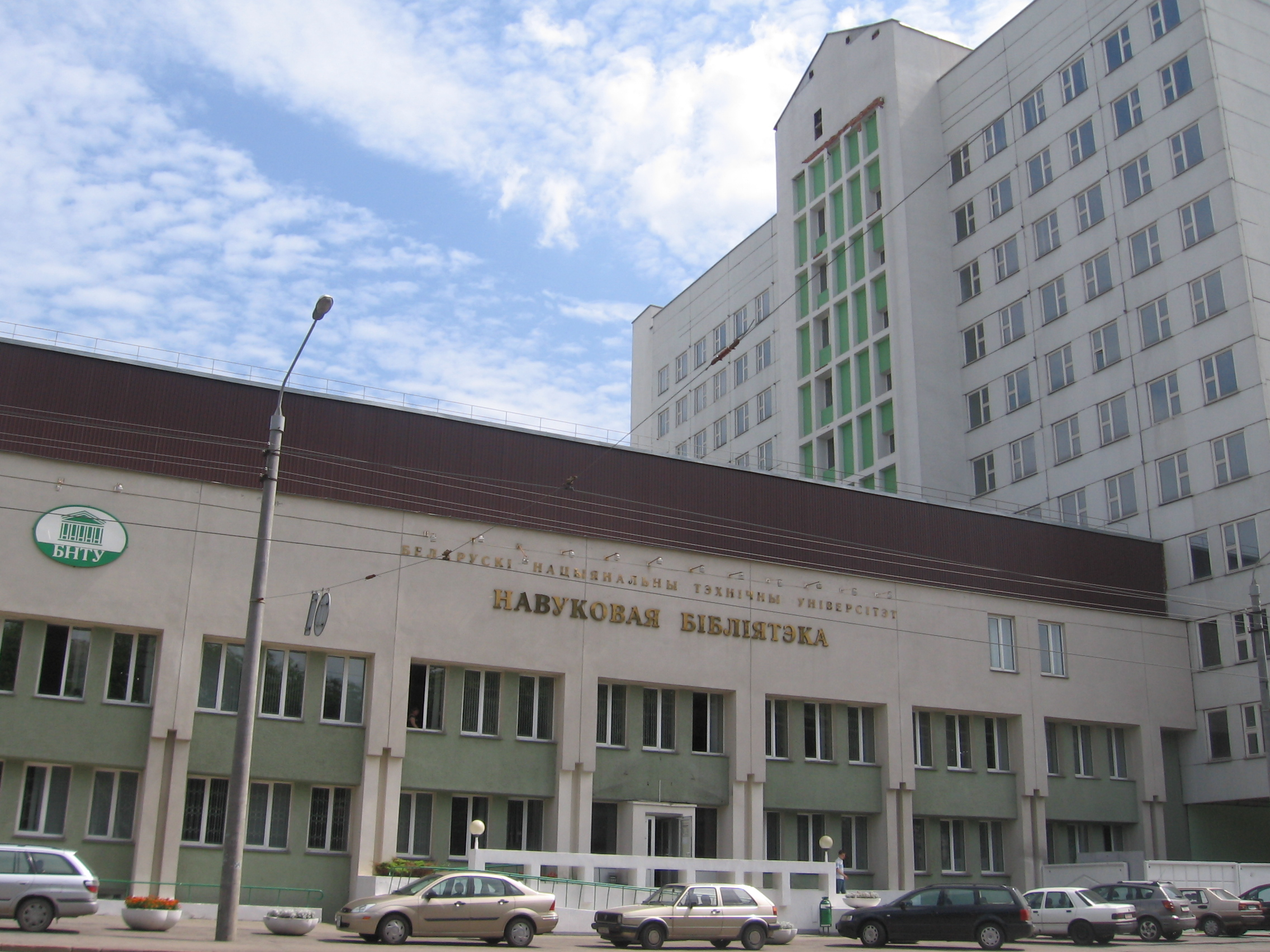
№19. Інспекція Міністерства податків і зборів по Совєтскому району  Мінська
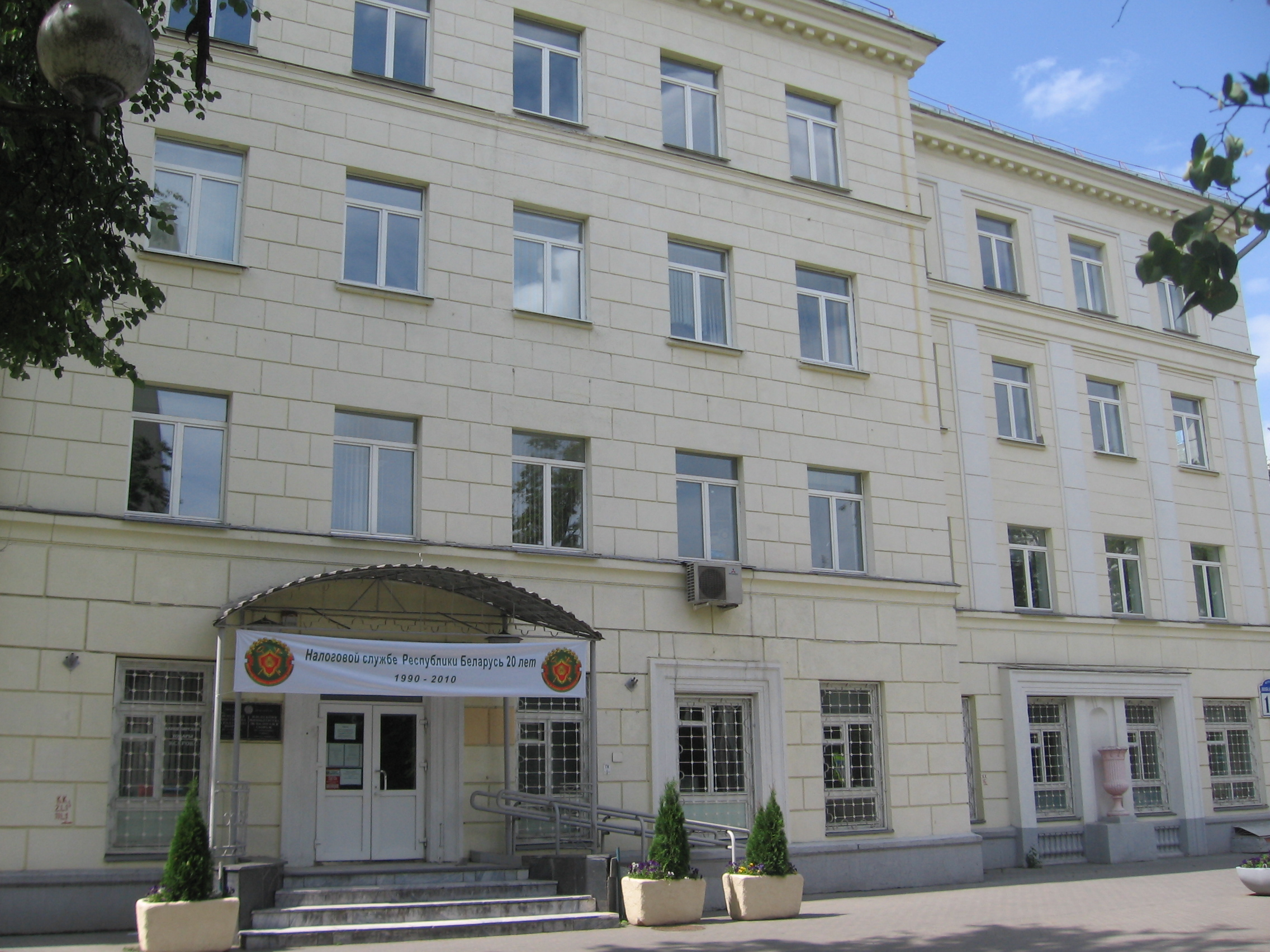
№24. Механіко-технологічний факультет (МТФ) БНТУ
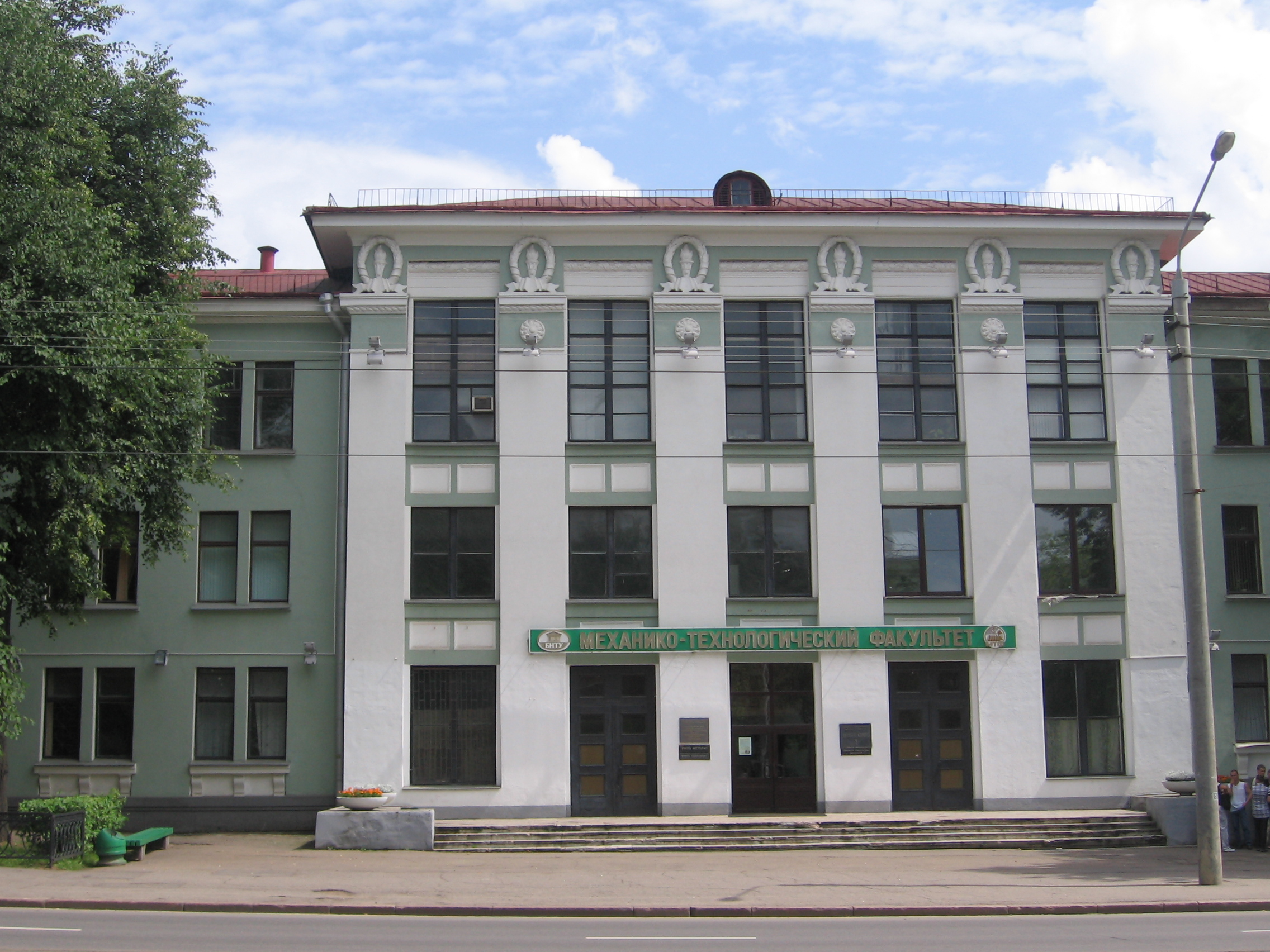
№28. Гуртожиток №1 БДУІР
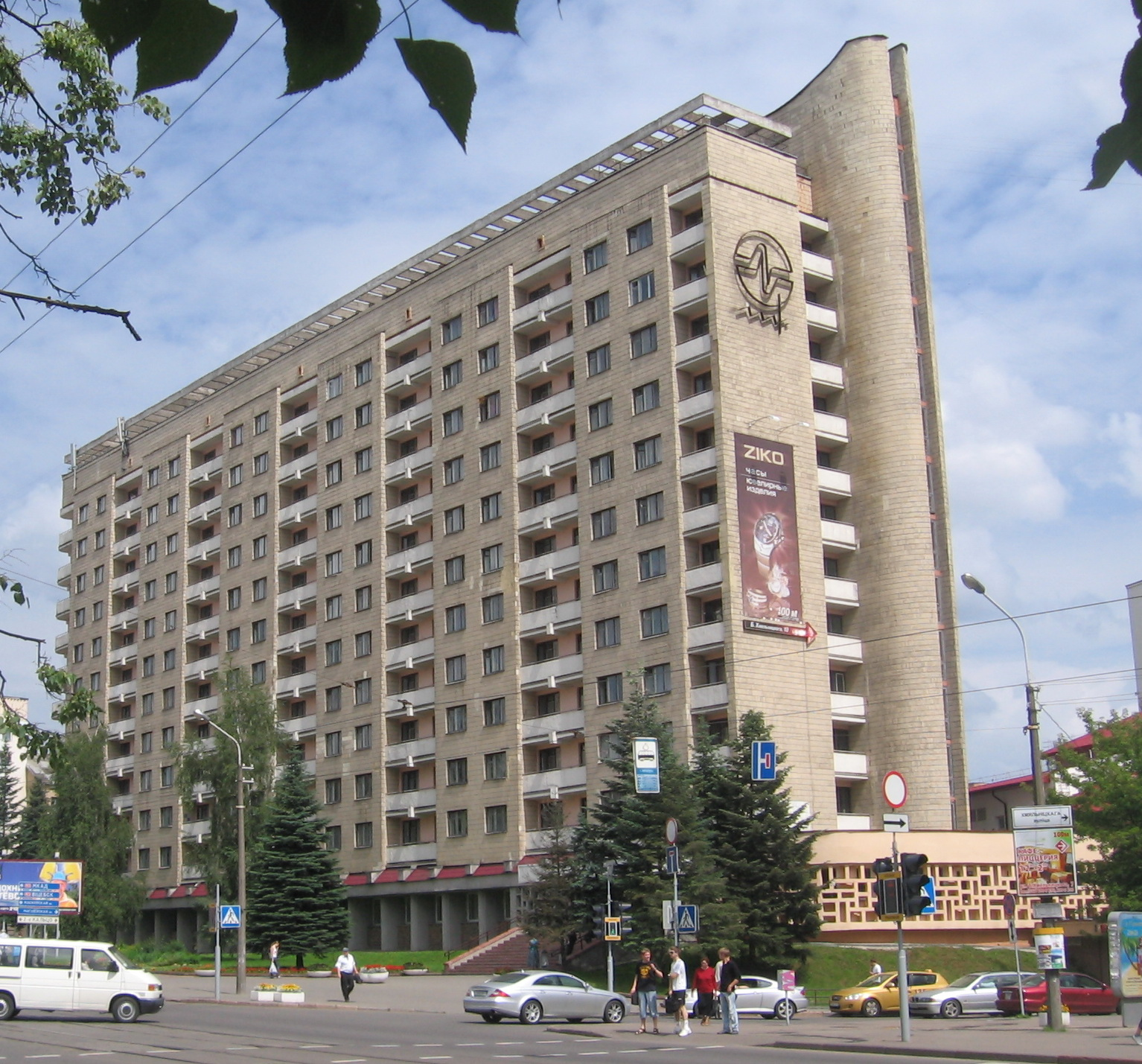
№30. Магазин «Спорттовары»
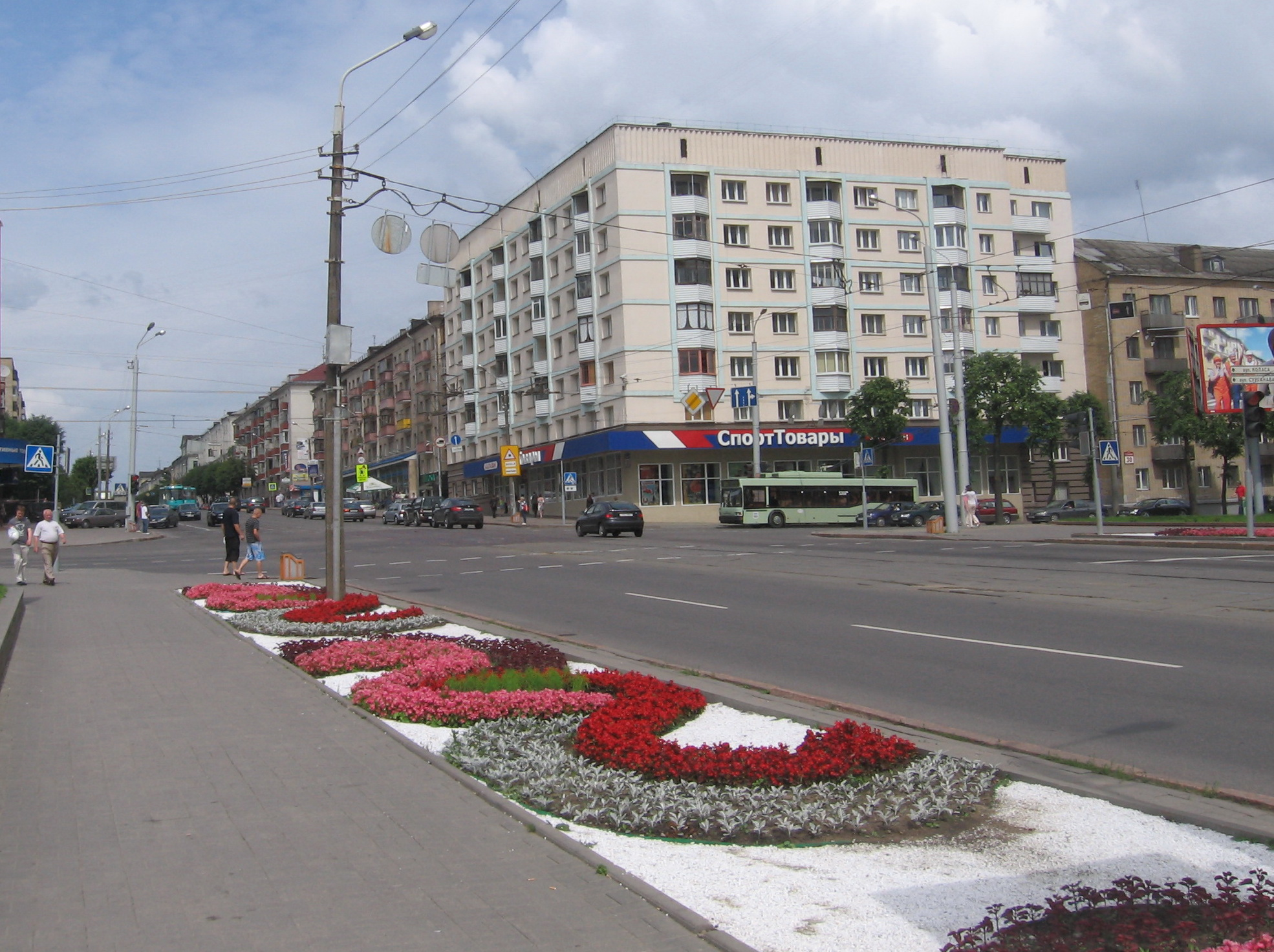
Сквер по вул. Я. Коласа
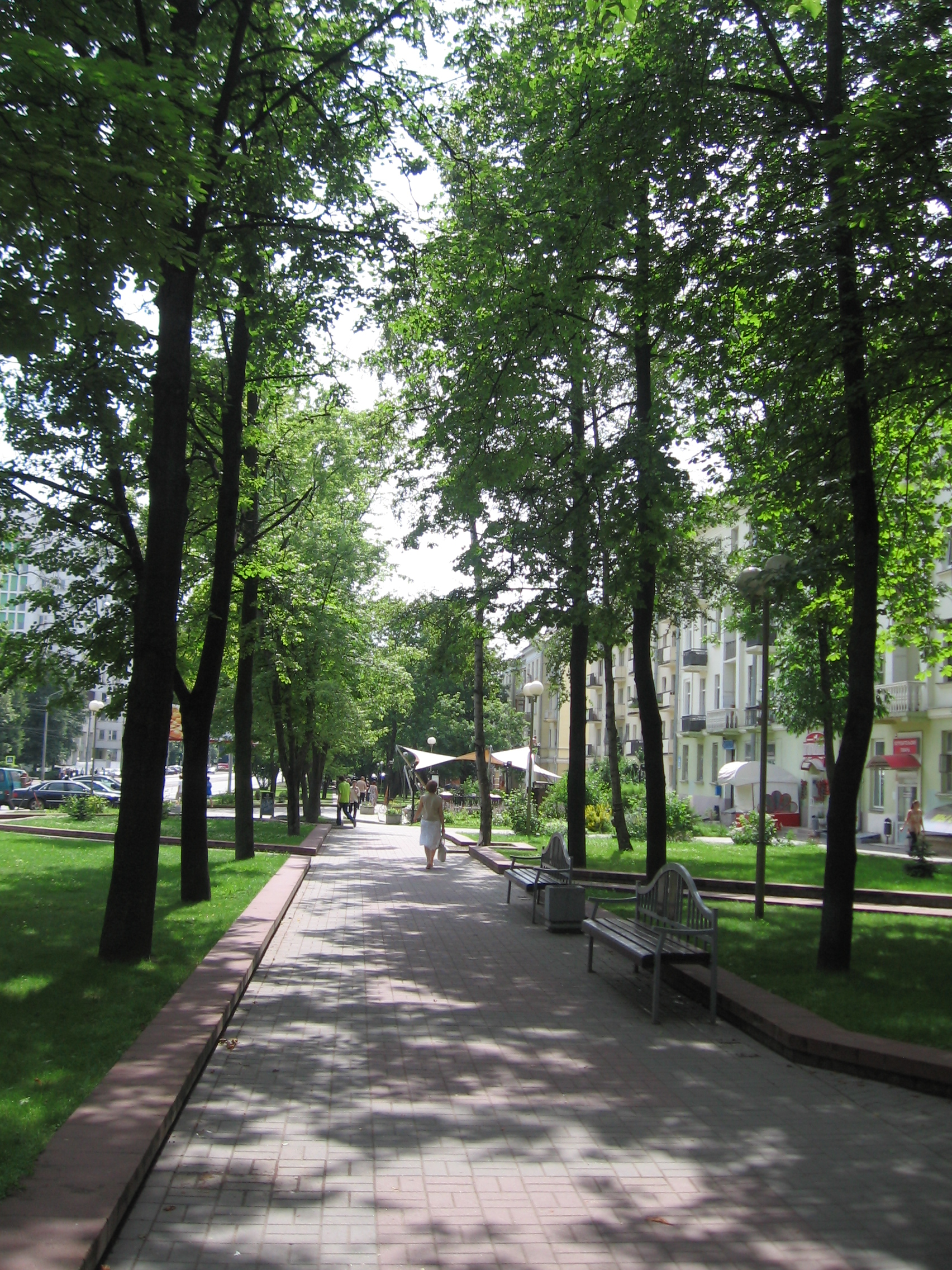
№31. Кафе «Соль и перец»
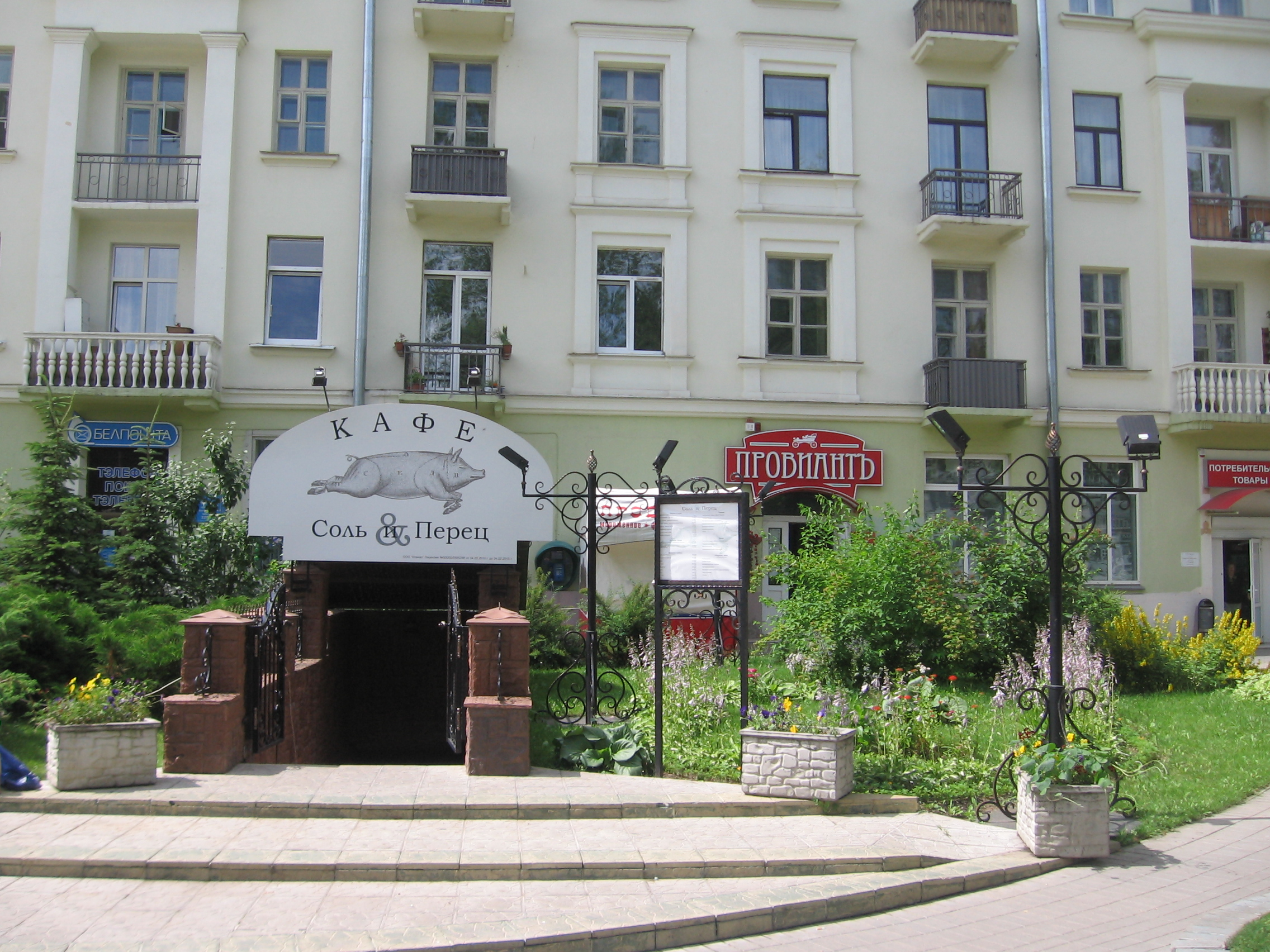
№32. Гастроном №5 ОАО «Зарина», а також № 34 - взуттєвий базар «Нарасхват»
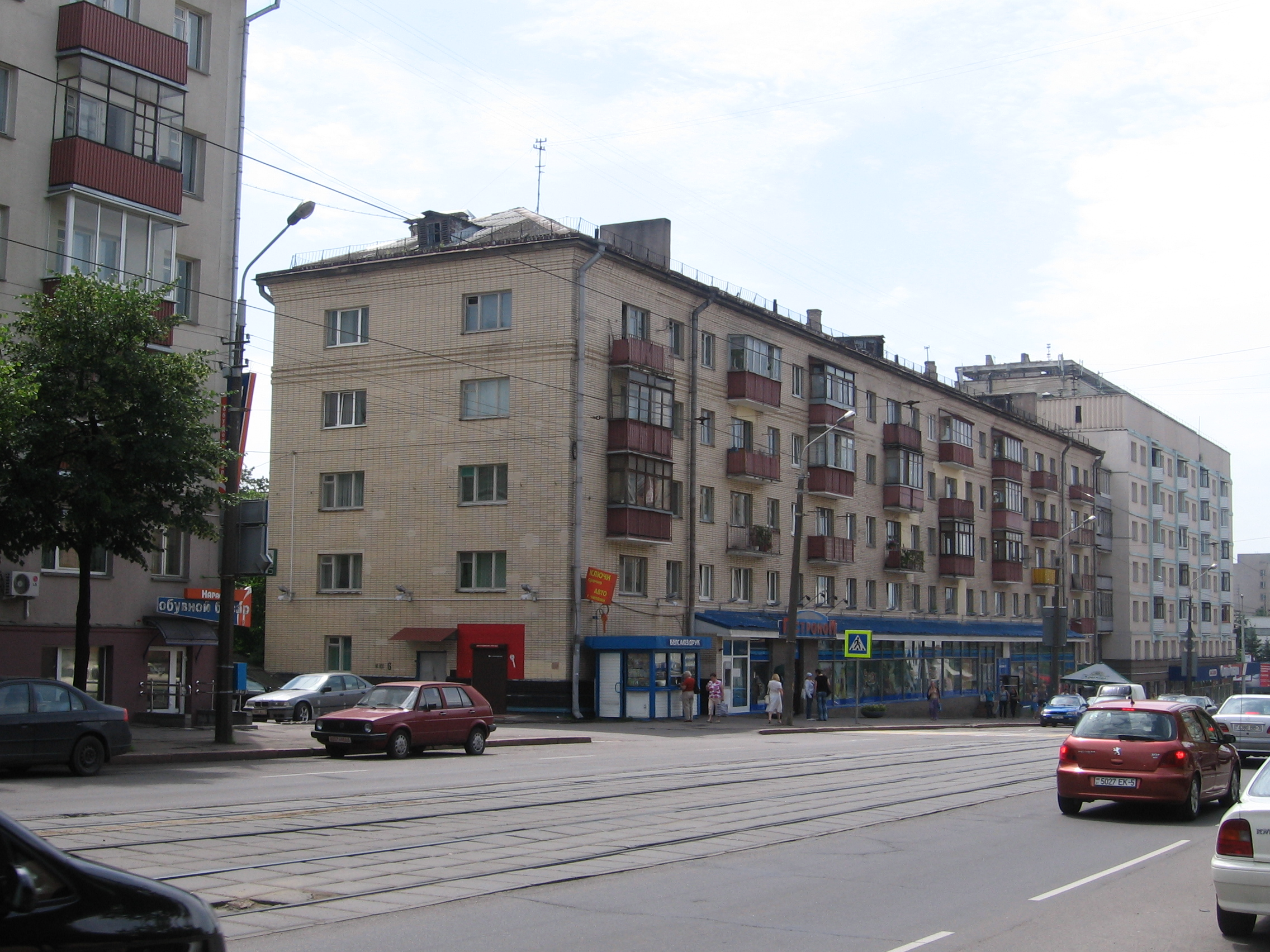
№34 Б. Найновіша будівля вулиці
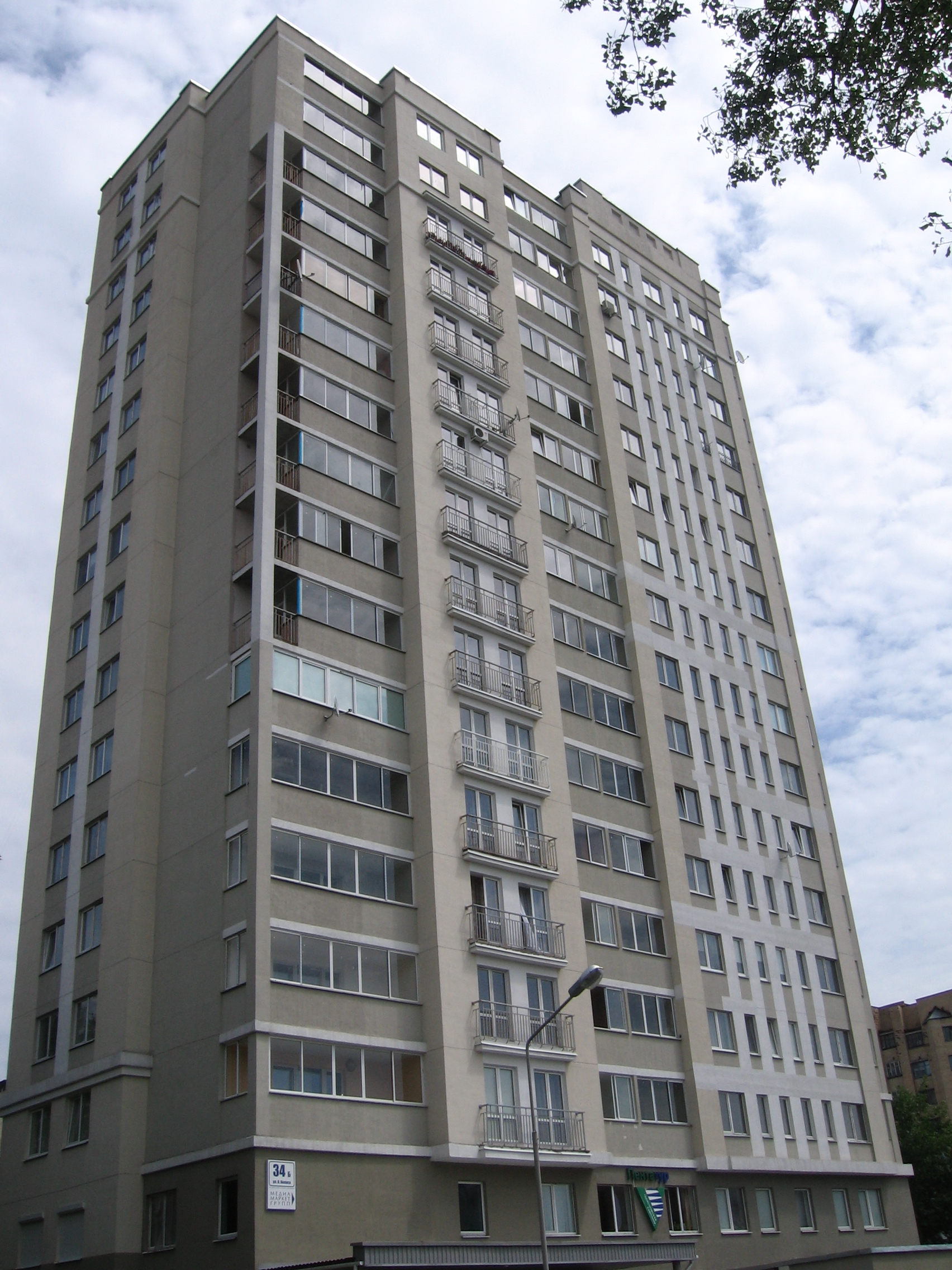
№35. Готель «Спорт»
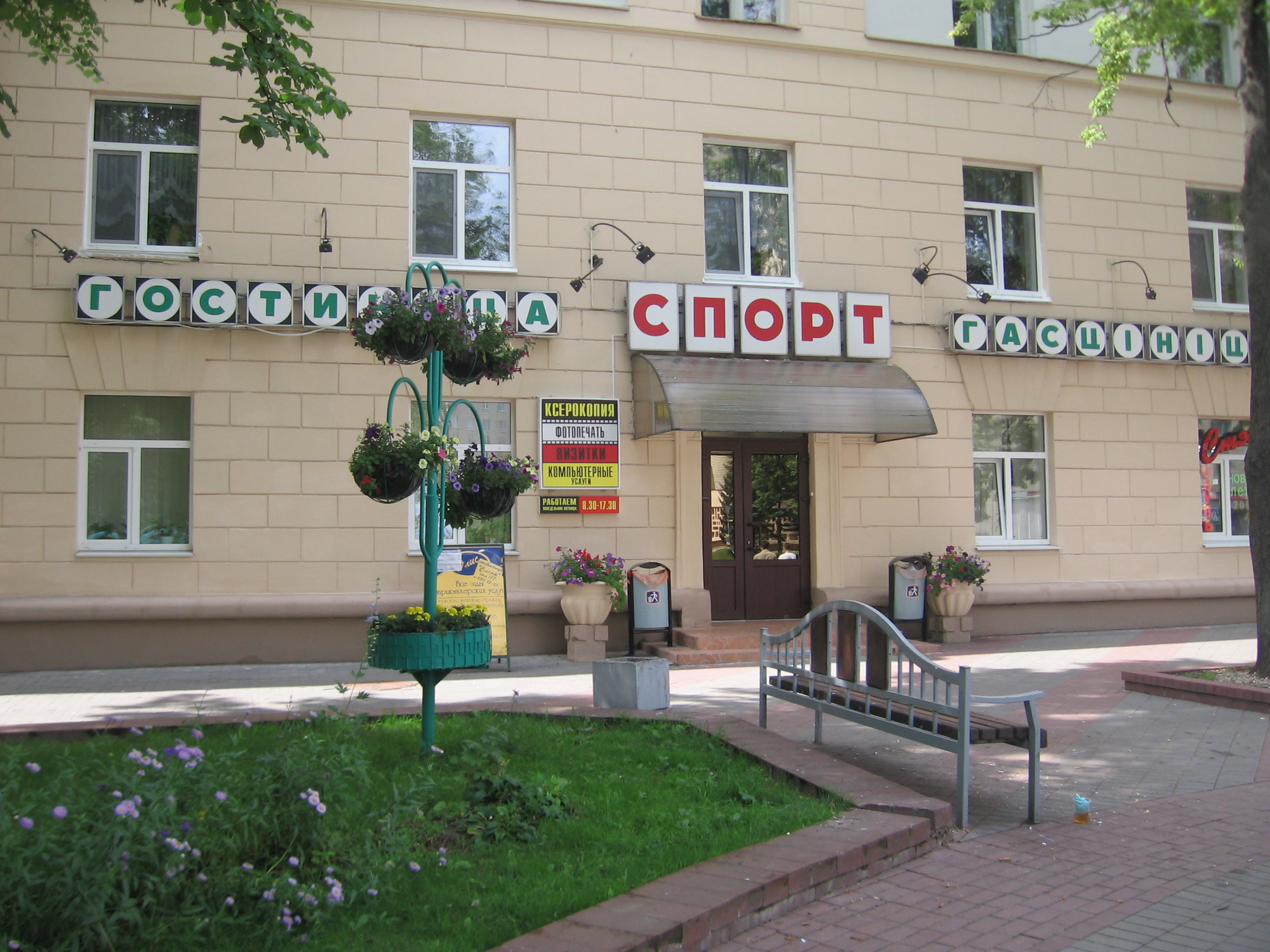
№36. Магазин «Подарки»
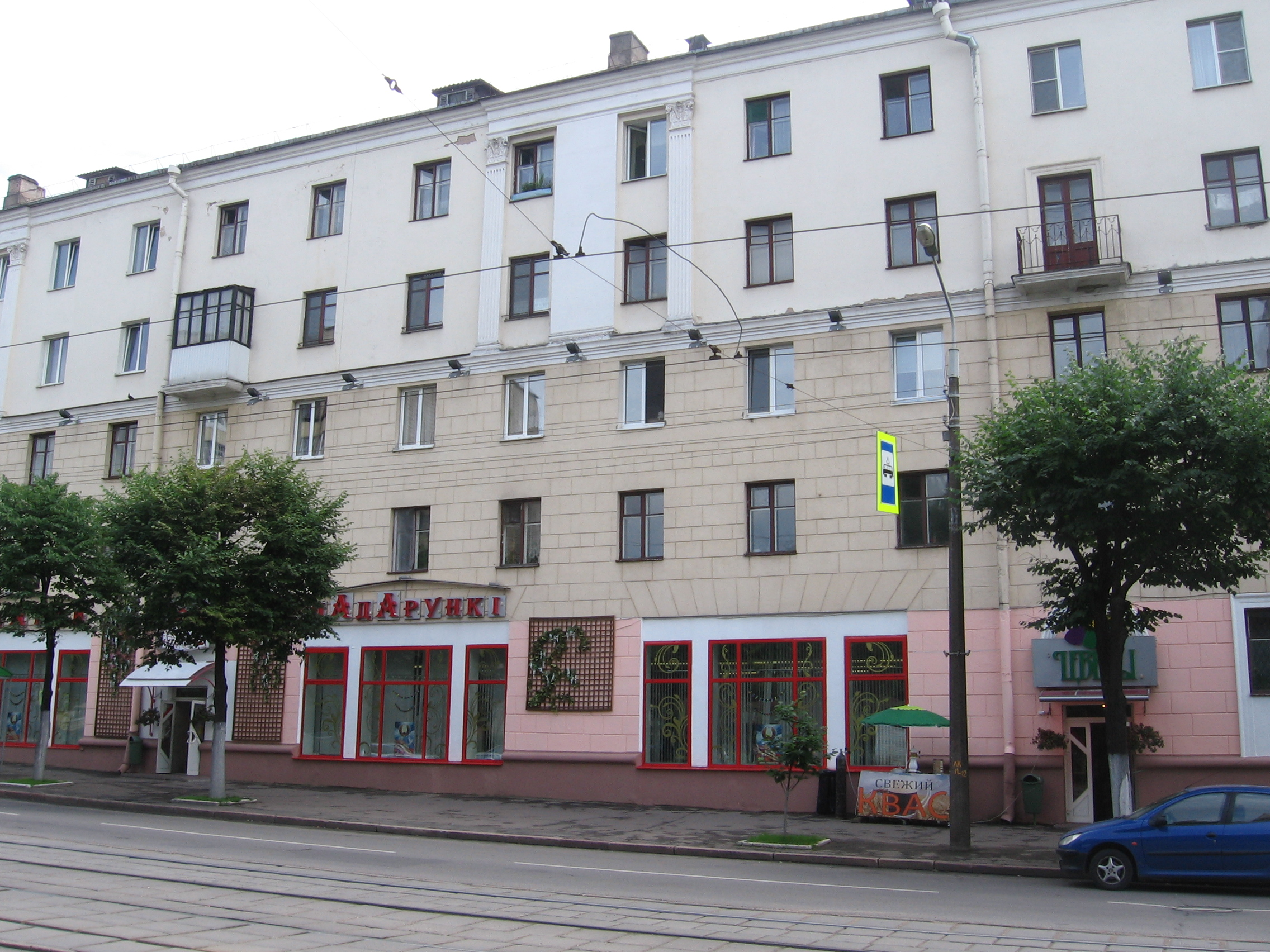
№37. Молодіжно-розважальний центр «Айсберг»
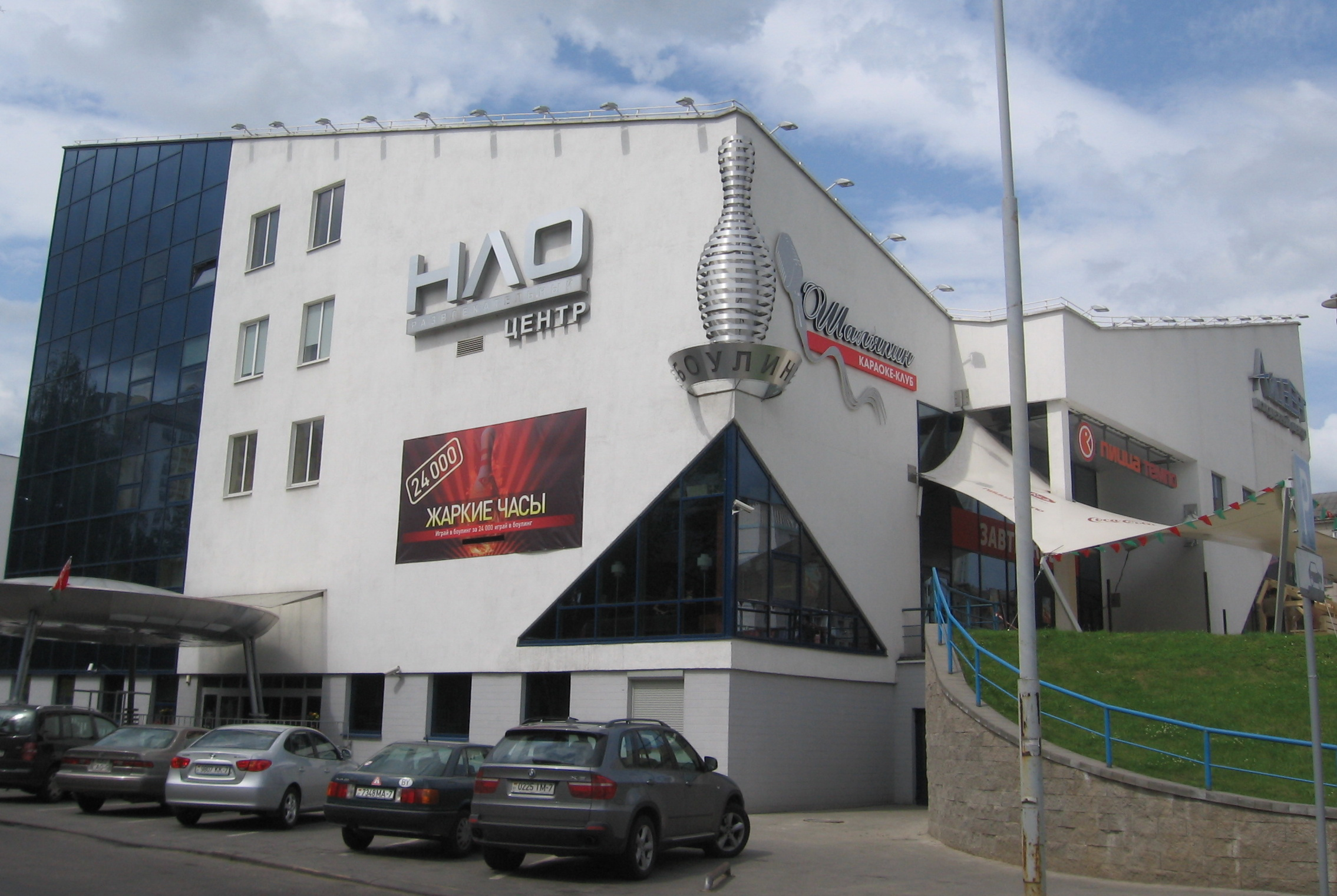
№38. Ресторан «Кабачок 12»
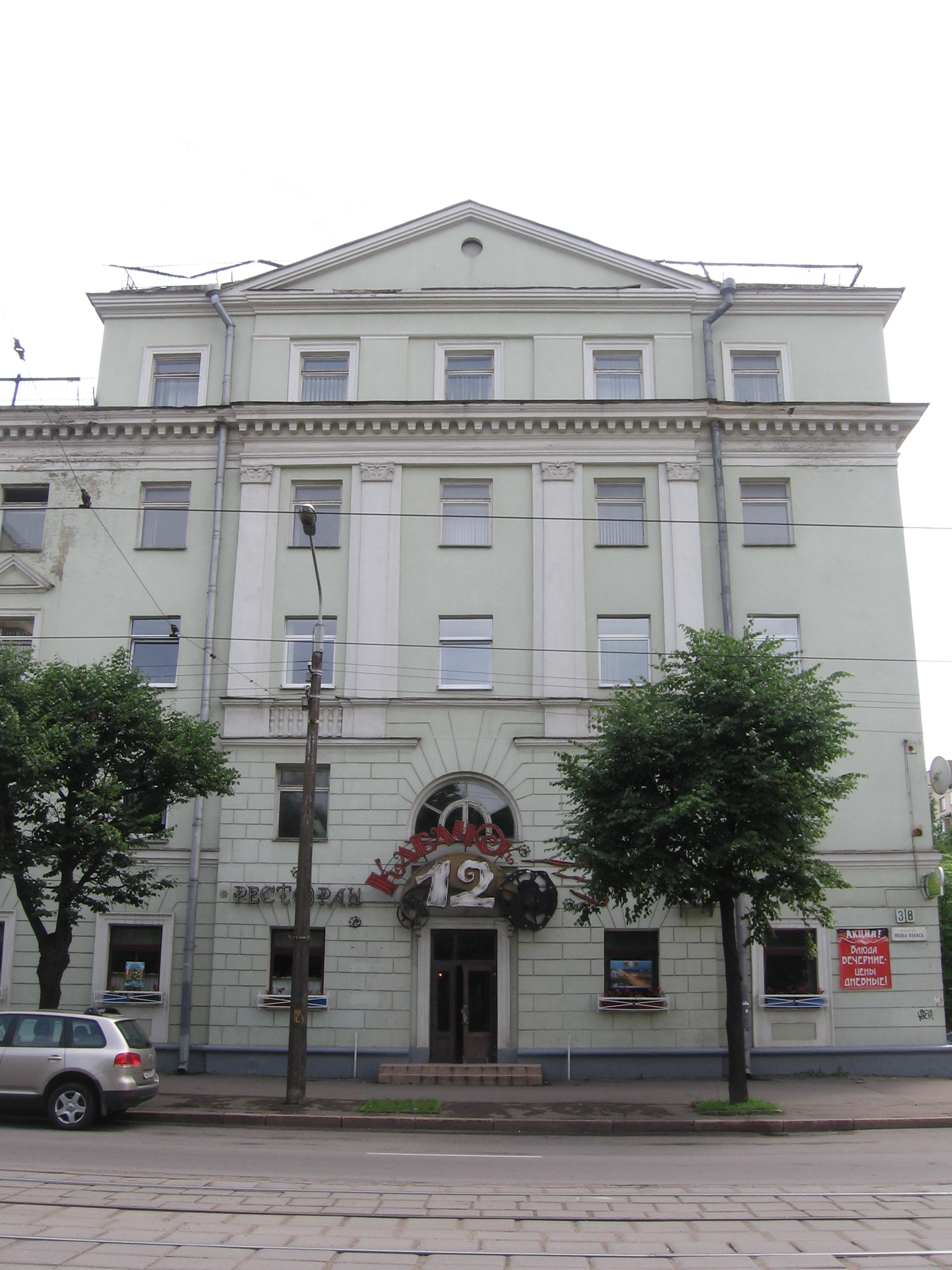
Перетин вулиць Я.Коласа і Сурганова
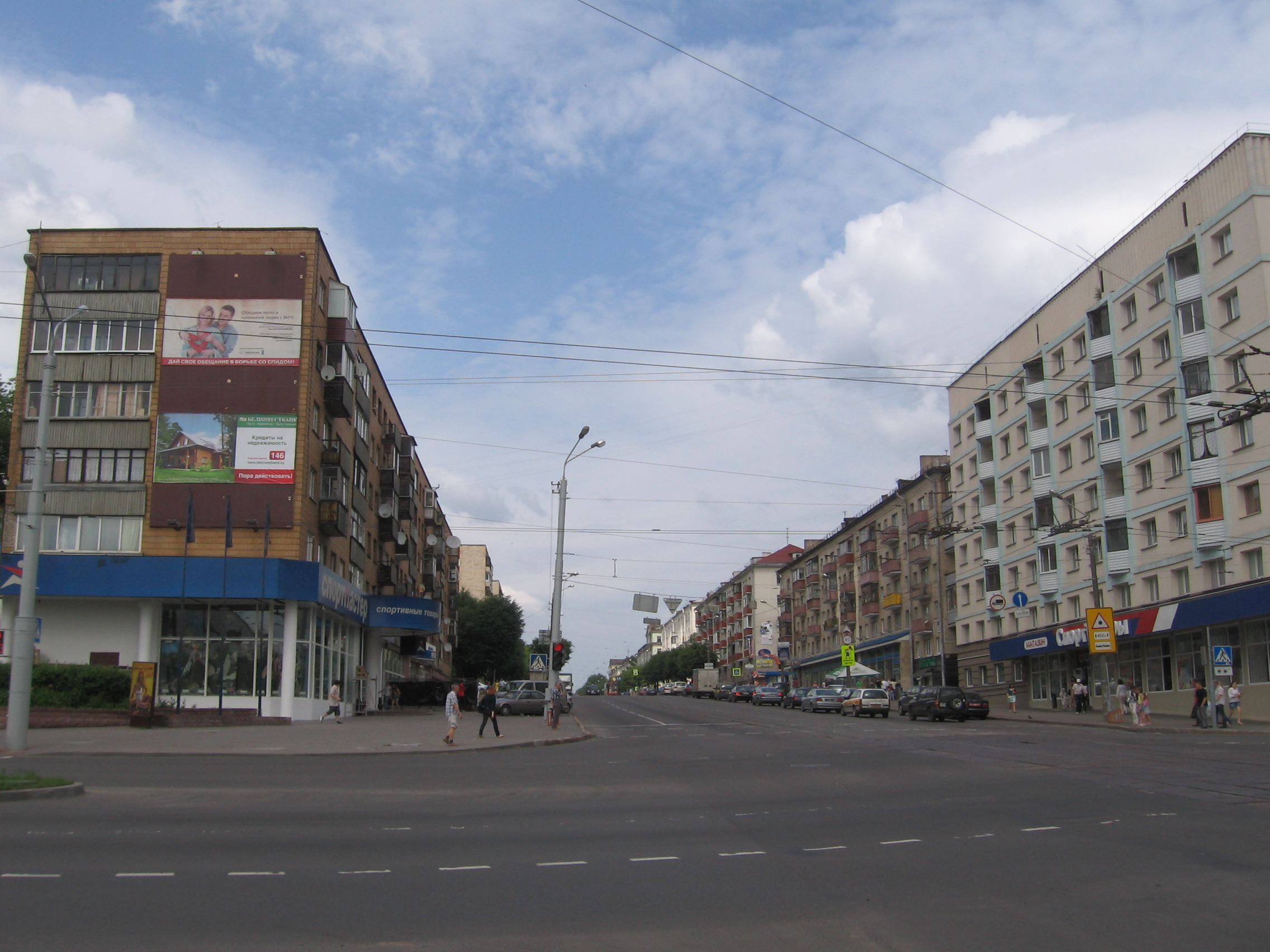
№39. Салон-магазин «Музыка»
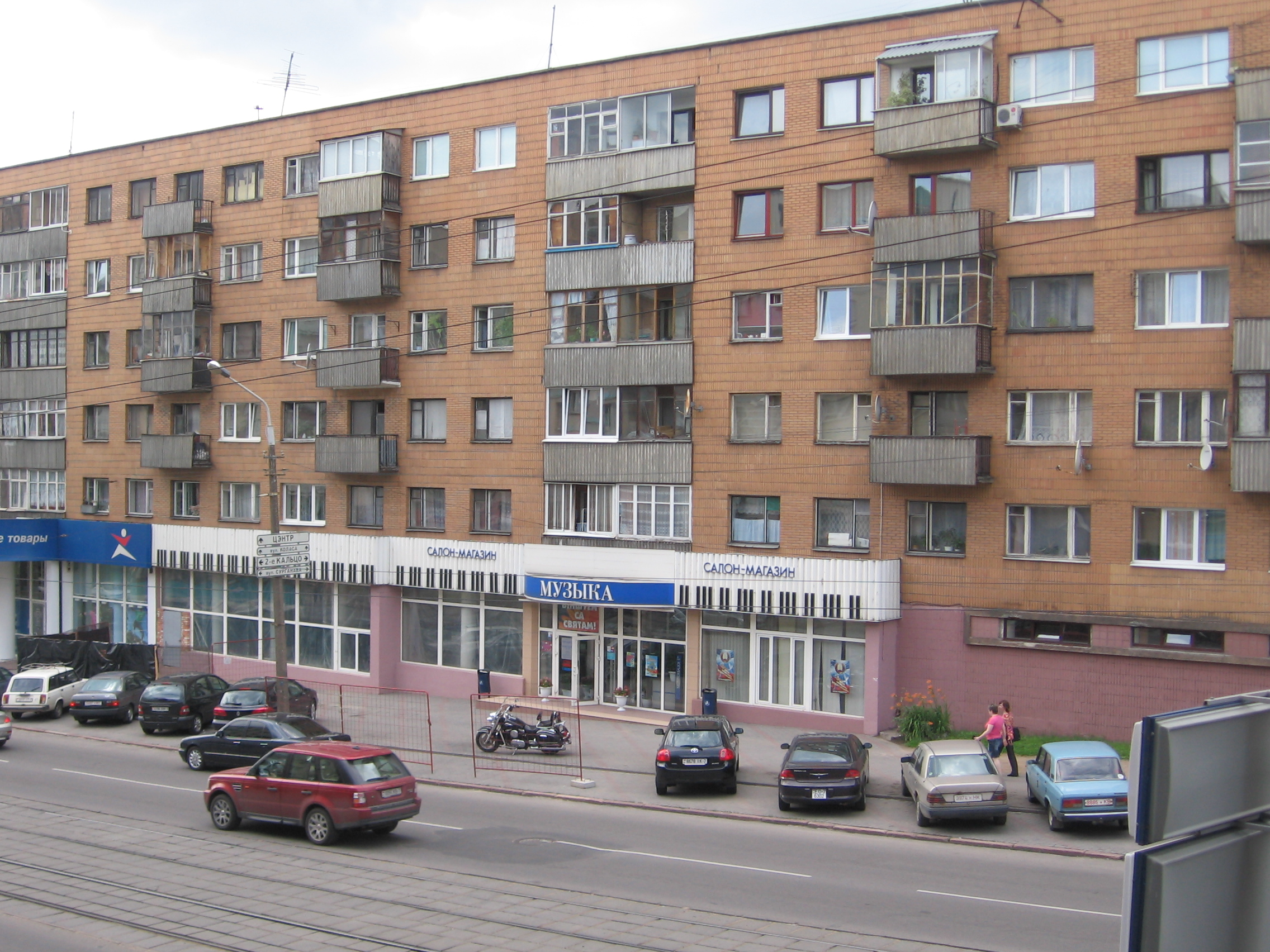
№39. Магазин спортивних товарів «Спортмастер»
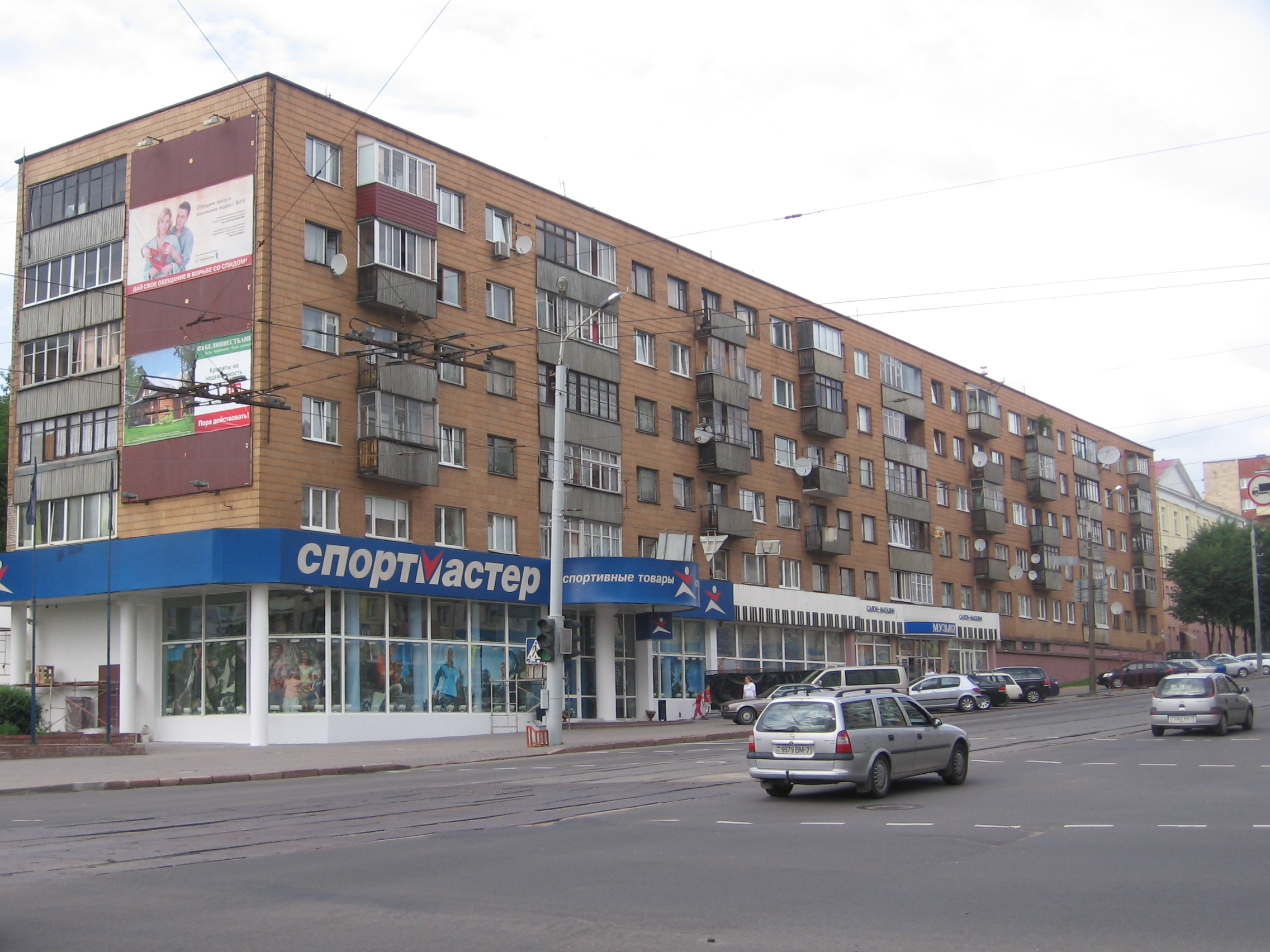
№41. Гімназія № 8
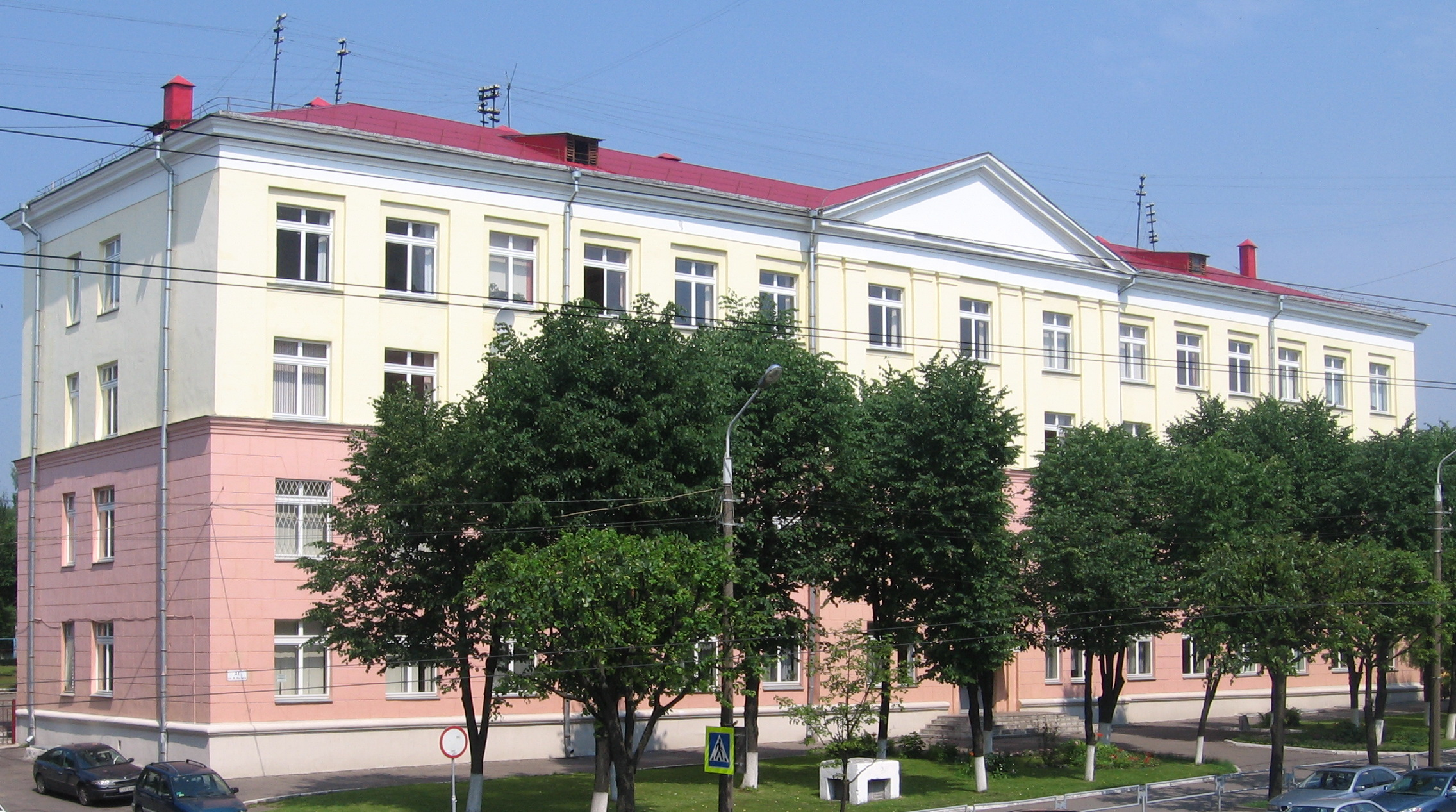
№42. Інтернат №1 Будтресту №4
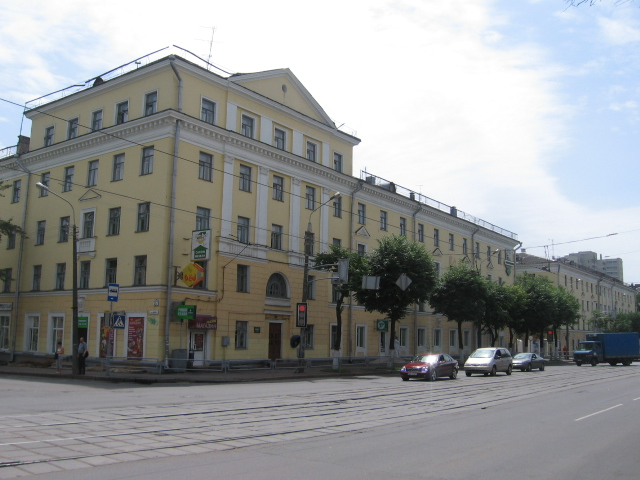
№43, корп.1. Перші радянські висотки на вулиці
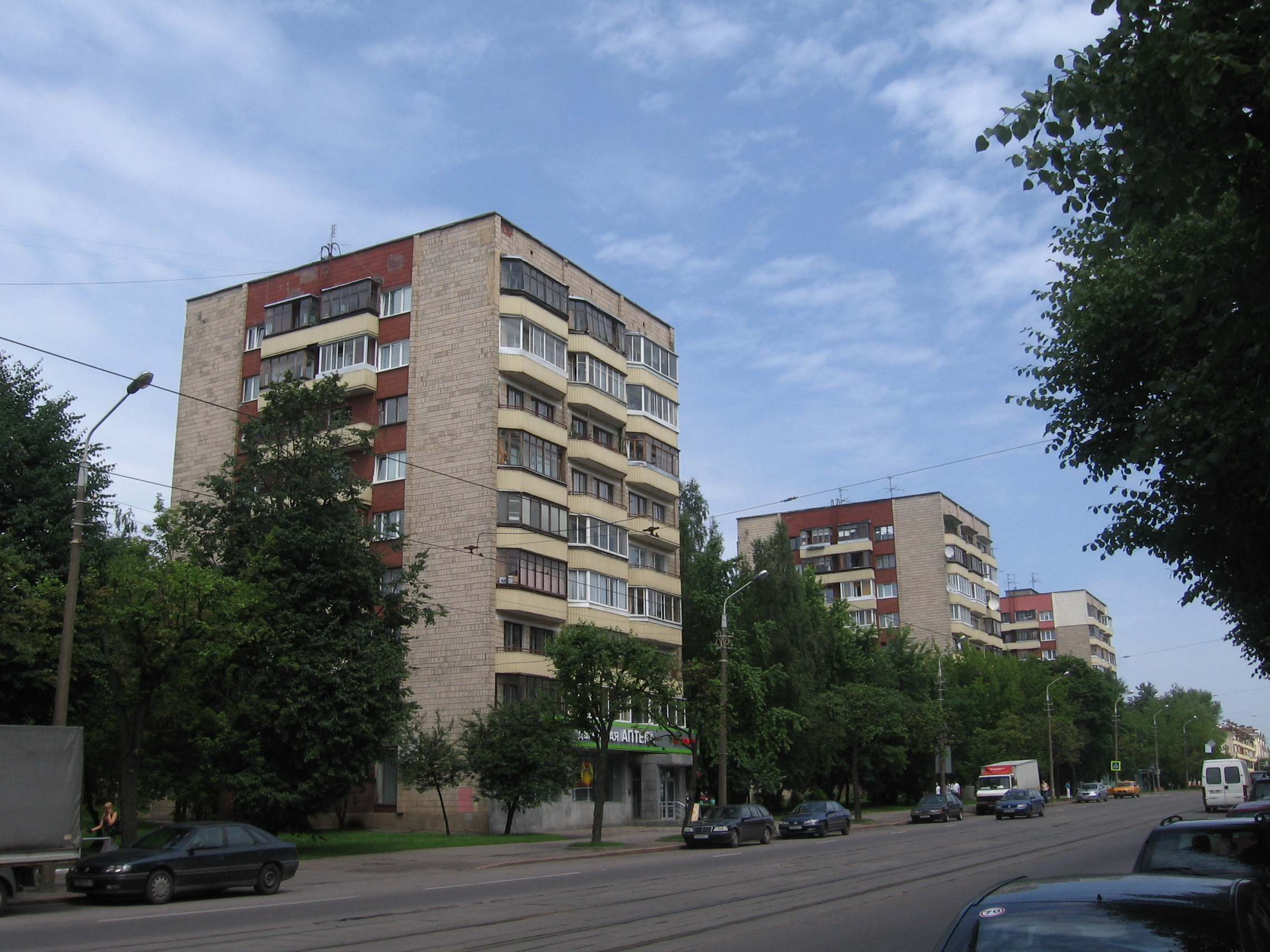
№ 47 А. Центр позашкільної роботи «Светоч»
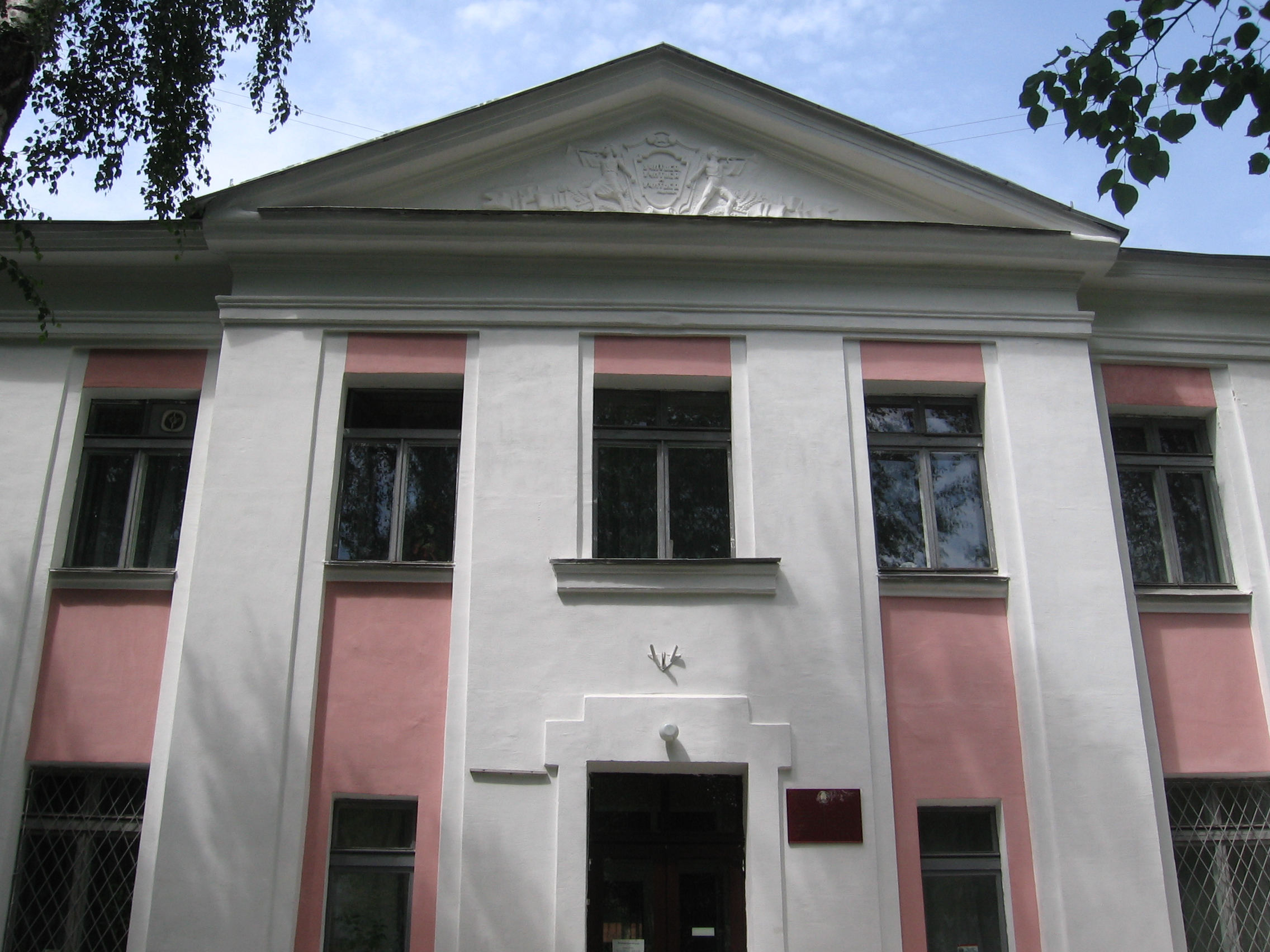
№ 50. Магазин ламп «Сиреневая луна»
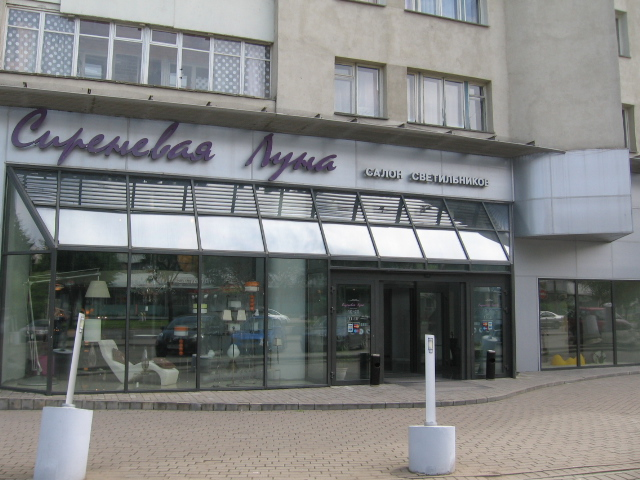
№ 50. Салон посуду «Sotheby’s»
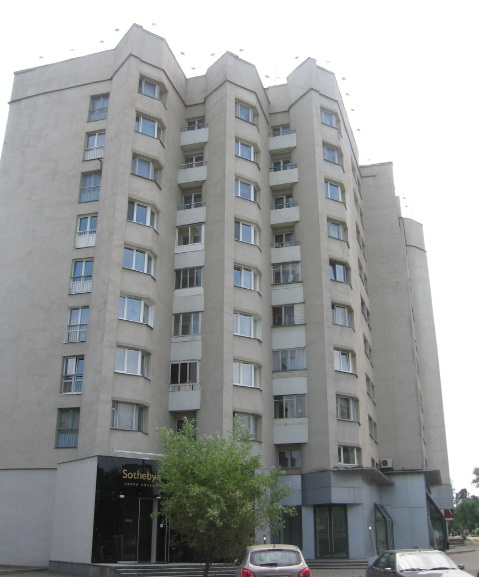
№51, корп.1. Аптека №1 СП ТзОВ «Самбест»
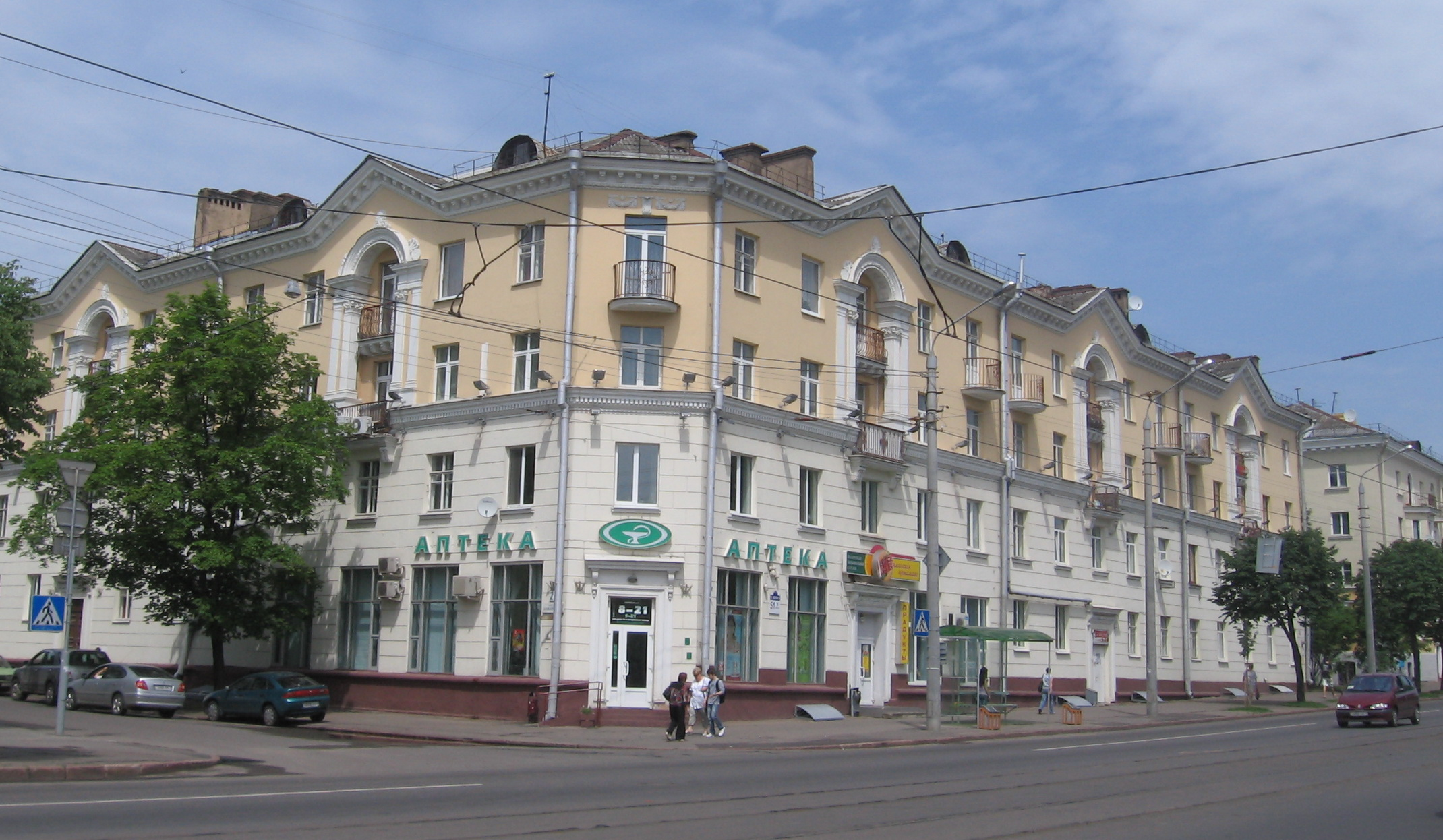
№53, корп.1.
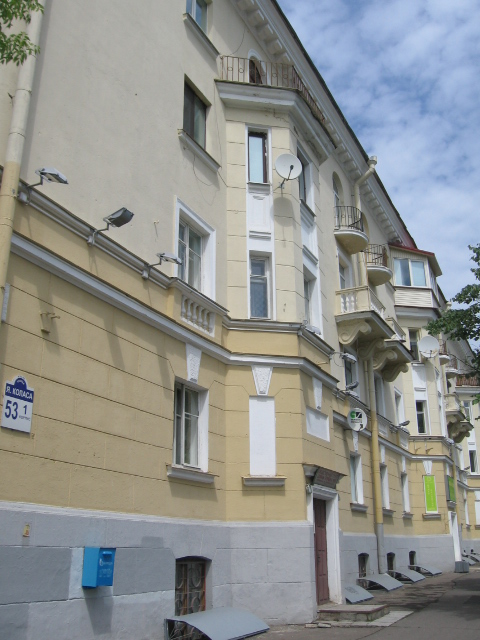
Трансформаторна будка у дворі будинку №55, корп.1
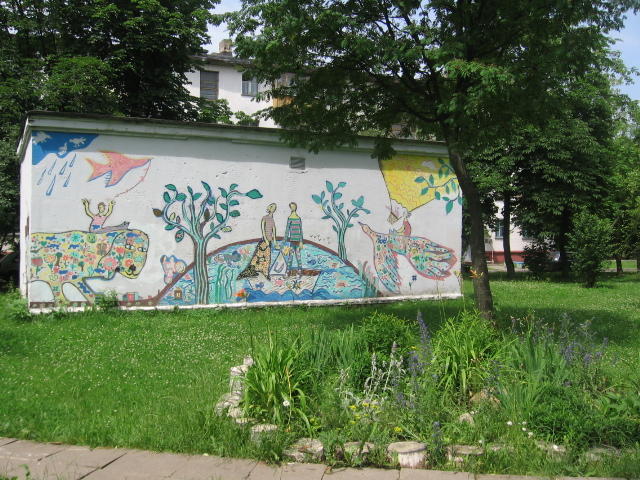
№65. Мінське відділення білоруської торгово-промислової палати
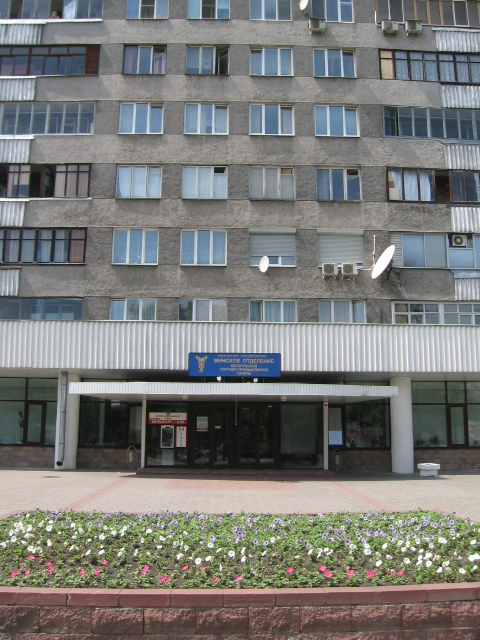
№67. Господачий магазин «Логойський тракт»
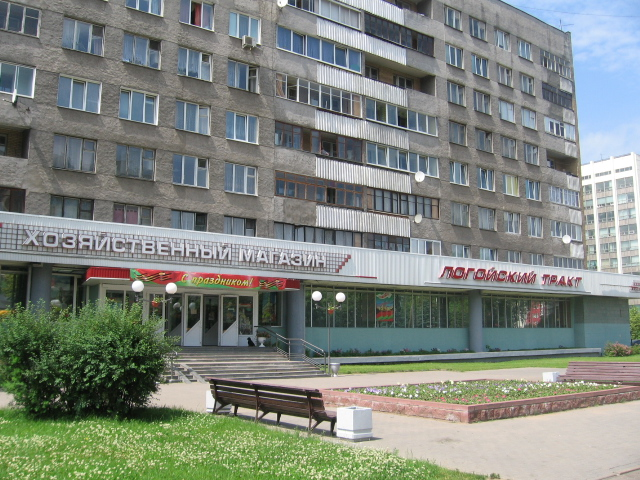
№73. Мінський науково-дослідний приладобудівний інститут
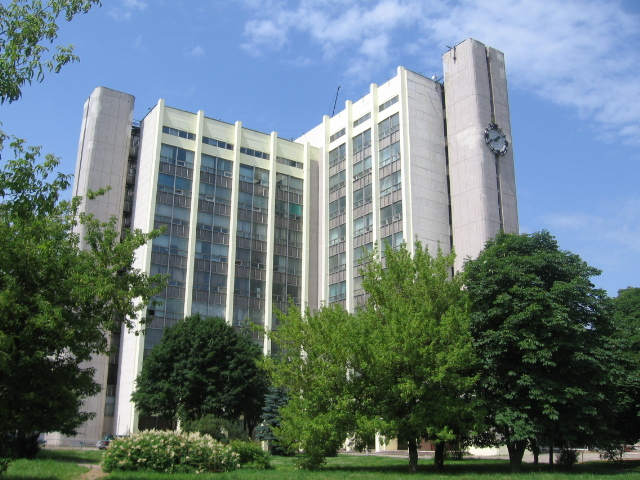
Кінець вул. Я.Коласа. Перетин вулиць Я.Коласа і Волгоградської. Кільце трамваю №8